# Dasyrhamphis franchinii
Dasyrhamphis franchinii är en tvåvingeart som beskrevs av Leclercq och Olsufjev 1981. Dasyrhamphis franchinii ingår i släktet Dasyrhamphis och familjen bromsar. Inga underarter finns listade i Catalogue of Life.